# الرعاية الصحية في أذربيجان
يتم توفير الرعاية الصحية في أذربيجان من قبل مؤسسات الرعاية الصحية العامة والخاصة ويتم تنظيمها من خلال وزارة الرعاية الصحية.

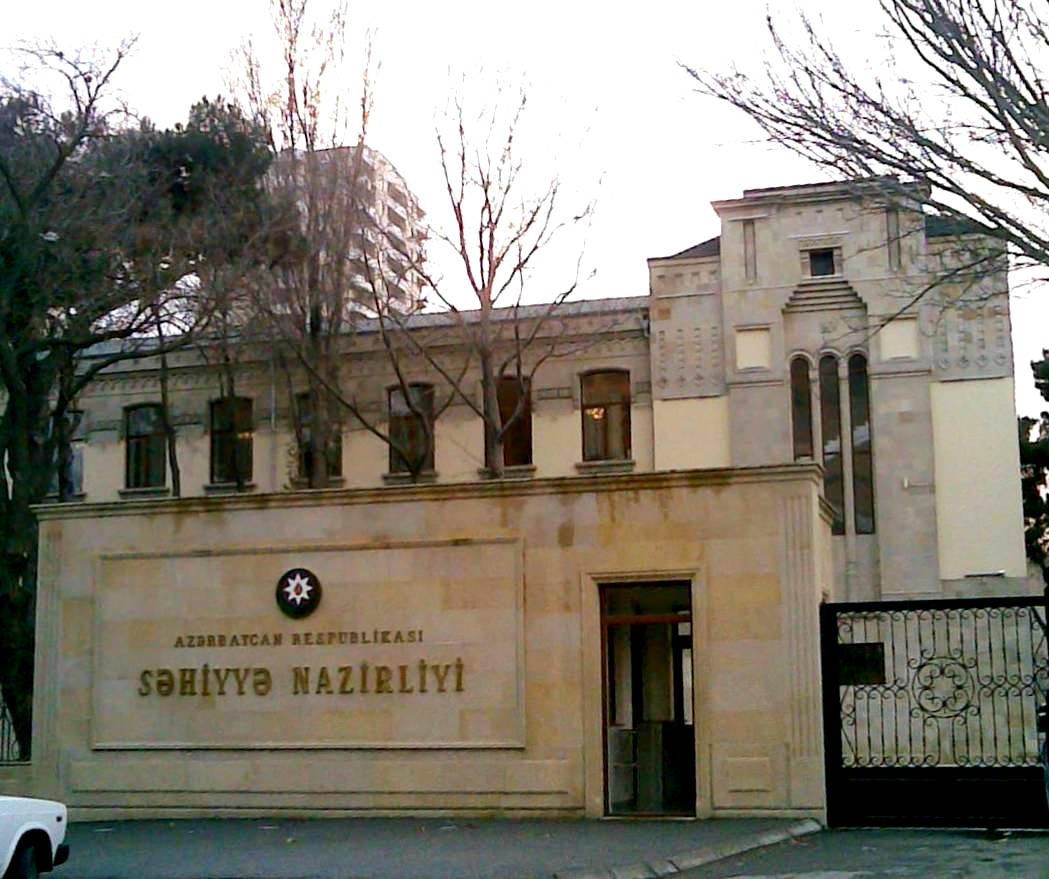
وزارة الصحة

## مقدمة تاريخية

### فترة جمهورية أذربيجان الديمقراطية
تأسست وزارة الصحة في 17 حزيران 1918 بموجب مرسوم صادر عن مجلس الوزراء لجمهورية أذربيجان الديمقراطية. تم تعيين الجراح خودادات رفيبيلي كأول وزير تخرج من كلية الطب بجامعة خاركوف. وضعت الحكومة خطة شاملة لتحسين الخدمة الطبية لتقديم الخدمة الطبية الممولة من الدولة للمقيمين، وفتح مراكز طبية جديدة، وإنشاء مستودعات طبية ومباني المعامل، إلى جانب الحصول على المعدات اللازمة بأمر من الوزارة.
حاولت الحكومة تحسين القتال ضد الأوبئة، ورفع مستوى الخدمة الطبية في المناطق بتوفير الطاقم الطبي والأدوية. أكثر من 30 مستشفى كانت تعمل في مناطق خلال جمهورية أذربيجان الديمقراطية. تم توفير خدمات العيادات الخارجية بالمجان في القرى. كانت المهام الرئيسية للمستشفيات الريفية القائمة والمحطات الطبية هي إدخال المرضى المصابين بالعدوى وتحييد مناطق المرض. مع الأخذ بعين الاعتبار النقص، حيث لم يكن هناك سوى طبيب لـ 75 ألف ساكن، قرر البرلمان فتح 35 مستشفى جديدًا و56 نقطة مساعدة طبية وتوفير 43 مليار مانات لذلك لتوسيع شبكة المستشفيات في المناطق الريفية.
تم إنشاء صيدليات حكومية ومختبر تحليلي في باكو لصنع الأدوية والمستحضرات البكتريولوجية والعقاقير العلاجية وإجراء الفحوصات الطبية القانونية. تم إنشاء مستودع مركزي لتقديم خدمة الرعاية الصحية بالأدوية والمستلزمات الطبية بشكل صحيح وفي الوقت المناسب. تم منح الطلاب لدراسة الطب في الخارج من قبل حكومة الجمهورية.

### الفترة السوفيتية
بعد انهيار جمهورية أذربيجان الديمقراطية وأصبحت أذربيجان جزءًا من الاتحاد السوفيتي، بدأ النظام الصحي في التطور كجزء من الرعاية الصحية السوفييتية. استفادت المفوضية الشعبية للرعاية الصحية التي تم تشكيلها حديثًا في أذربيجان من قبل السلطات السوفيتية من التقاليد التي تم تأسيسها خلال فترة جمهورية أذربيجان الديمقراطية. كانت المهمة الرئيسية للمفوضية هي محاربة الأمراض المعدية مثل الطاعون والجدري والملاريا والحصبة. تم تعيين محسن قديرلي مفوضًا للرعاية الصحية (وزيرًا للرعاية الصحية) لإجراء إصلاحات في هذا المجال في تشرين الثاني 1921. خلال فترة عمله، تم إنشاء نظام رعاية صحية موحد، وتم إيلاء اهتمام خاص لتدريب الموظفين، وتحسين الخدمات الصحية في المناطق الريفية، وتحسين إمدادات الأدوية للسكان، وتطوير الخدمات الطبية للنساء والأطفال. تم إنشاء المستشفيات والعيادات الخارجية والصيدليات والمؤسسات الطبية الأخرى في مراكز المناطق المختلفة وفي المستوطنات الكبيرة. بدأ تنفيذ قرارات تأميم الصيدليات وتوزيع المواد الغذائية المجانية للأطفال والرعاية الطبية المجانية للسكان.
بالنظر إلى الحاجة إلى الطاقم الطبي ومؤسسات البحث العلمي المتخصصة في مختلف مجالات الطب، أطلق مفوض الصحة الشعبية في أذربيجان محسن قديرلي منظمة صحية وبائية تحت إشراف أ. في وقت لاحق تم إنشاء مركز البحث العلمي لعلم الفيروسات وعلم الأحياء الدقيقة والصحة على أساس التنظيم السابق. في عام 1923 تم إنشاء معهد الأمراض الجلدية والتناسلية في باكو، وفي عام 1926 تم إنشاء المستوصف المركزي للجلد والتناسلية.
في عام 1927، تم افتتاح معهد حماية الأم والطفل، وفي عام 1931، معهد الطفيليات الطبية وأمراض المناطق المدارية، وفي عام 1935، تم افتتاح معهد المنتجعات والعلاج الطبيعي، وفي عام 1941، معهد علم الأورام والأشعة والأورام. بعد الحرب العالمية الثانية، كانت إعادة تأهيل قدامى المحاربين المعاقين من أهم القضايا بالنسبة لسلطات الدولة. تأسس معهد البحث العلمي لجراحة العظام والتناسلية عام 1946 لهذا الغرض.
في الستينات والسبعينات من القرن العشرين تم إنشاء عدد من مرافق الرعاية الصحية بما في ذلك مستشفى المسالك البولية، ومركز التشخيص، ومركز جراحة الأعصاب، ومركز السموم، ومركز تنظيم الأسرة في فترة زمنية قصيرة؛ بدأ بناء مبنى جديد للمركز الوطني للأورام ومجمع جديد لمعهد البحث العلمي لطب العيون.
ورث سياق نظام الرعاية الصحية في جمهورية أذربيجان نموذج Semashko السوفيتي، والذي كان نظامًا ضريبيًا بتخطيطه المركزي للغاية للموارد والموظفين على أساس هيكل هرمي. كان النظام الصحي السوفيتي مملوكًا للدولة، وتم التخطيط له وإدارته مركزيًا. تم توظيف جميع العاملين في مجال الرعاية الصحية من قبل الدولة، ولم يُسمح بالممارسة الخاصة.

## نظام الرعاية الصحية الحالي
بعد الاستقلال في عام 1991، واجه نظام الرعاية الصحية في أذربيجان صعوبات اقتصادية، وبالتالي، تدهورت الجودة والوصول إلى الخدمة الطبية. لا تزال التقاليد الموروثة من نموذج Semashko في الهيكل الصحي للبلد. تحاول الحكومة معالجة المشاكل التي يواجهها مجال الرعاية الصحية في البلاد من خلال تنفيذ إصلاحات ومشاريع مختلفة والحصول على دعم من المنظمات الدولية. تحسن نظام الرعاية الصحية في أذربيجان في السنوات الأخيرة بدعم من البنك الدولي. يتم إنشاء مؤسسات طبية جديدة، ويتم توفير معدات طبية متطورة ويتم تدريب الطاقم الطبي في إطار المشاريع.

### الرعاية الصحية العامة
ومع ذلك، هناك تحسينات كبيرة في نظام الرعاية الصحية؛ يعاني المجتمع الأذربيجاني من نقص الرعاية الصحية العامة ونقص التمويل. تدير الدولة المستشفيات العامة وتقدم الرعاية الطبية المجانية للمواطنين الأذربيجانيين. العيادات الشاملة للأطفال والكبار التي تقدم خدمات العيادات الخارجية والعيادات / المستشفيات المتخصصة التي تقدم خدمات المرضى الداخليين هي المرافق العامة. تقع هذه المؤسسات في الغالب في باكو.

### الرعاية الصحية الخاصة
شهدت الرعاية الصحية الخاصة في أذربيجان توسعًا مؤخرًا.

### السياحة الصحية
أذربيجان هدف للسياح الصحيين من إيران وتركيا وجورجيا وروسيا. تم بناء مستشفى بونا ديا الدولي في باكو في عام 2018 لجذب العرف الدولي، ويعمل به موظفون من دول أوروبية مختلفة.

### صيدليات
يعمل عدد من الصيدليات (aptek) في المدن الرئيسية في البلاد، وخاصة في باكو، ومعظمها مفتوح على مدار الساعة طوال أيام الأسبوع.

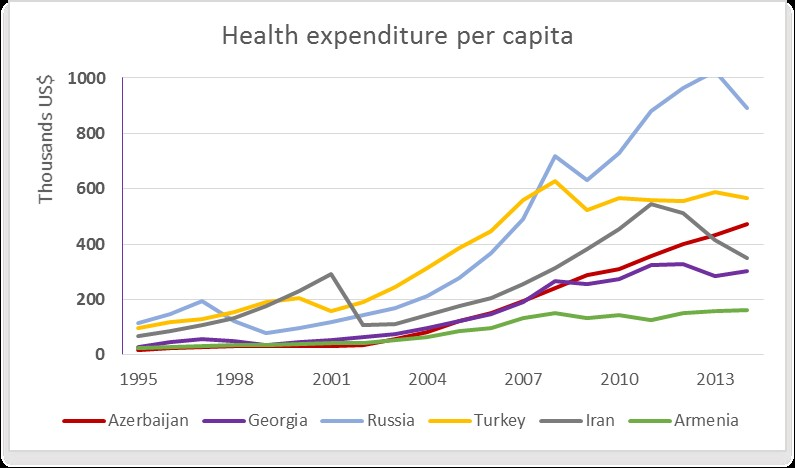
نصيب الفرد من الإنفاق على الصحة في أذربيجان بين 1995-2014 بالمقارنة مع بيانات البلدان المجاورة من البنك الدولي

## الهيكل التنظيمي
كان من المهام الرئيسية للدولة ضمان الرعاية الصحية للسكان والتي ورد ذكرها في دستور عام 1995. ينقسم نظام الرعاية الصحية بشكل رئيسي بين وزارة الصحة والسلطات المحلية. المؤسسات المركزية وعدد من المرافق بما في ذلك المستشفيات الجمهورية ومعاهد البحوث ونظام الوبائيات الصحية تابعة للوزارة. تعود ملكية المستشفيات المحلية وعيادات الأحياء والمستوصفات المتخصصة إلى إدارات المناطق والمدن.
تقوم وزارات أخرى أيضًا بإدارة الخدمات الصحية بالإضافة إلى خدماتها الرئيسية، مثل وزارات النقل والدفاع والجمارك مع مستشفيات السكك الحديدية والدفاع والجمارك على التوالي. كانت الجامعة الطبية أيضًا تحت مسؤولية وزارة الرعاية الصحية، ولكن بعد بضع سنوات من الحصول على الاستقلال، تم منحها الاستقلال الذاتي.
تم تأكيد النظام الأساسي الحالي لوزارة الصحة في جمهورية أذربيجان بمرسوم وقعه حيدر علييف في 29 كانون الأول 1998.
في بداية عام 2017، كان هناك 569 مستشفى، 1758 عيادة متنقلة، 32.2 ألف طبيب في الدولة.

## إصلاحات الرعاية الصحية
تم إنشاء اللجنة الحكومية لتنظيم وإجراء إصلاحات الرعاية الصحية وفقًا للقرار رقم 760 (13 آذار 1998) الصادر عن رئيس جمهورية أذربيجان. وهي تضم وزراء الاقتصاد والمالية ووزارات العدل ورؤساء البنوك الوطنية وصندوق الحماية الاجتماعية واتحاد نقابات العمال ودائرة الإشراف على التأمين الحكومية والموظفين المسؤولين في مجلس وزراء جمهورية أذربيجان.
بموجب مرسوم رئيس جمهورية أذربيجان رقم 49 (29 كانون الأول 1998) تمت الموافقة على "تمثال لجنة الدولة لإصلاحات الرعاية الصحية في جمهورية أذربيجان". تم قبول قوانين الحكومة الأذربيجانية بشأن: " النشاط الصيدلاني" (5 تشرين الثاني 1996)؛ " حماية صحة السكان" (26 حزيران 1997)؛ " السلامة الإشعاعية للسكان " (30 كانون الأول 1997)؛ " زرع الأعضاء و/أو الأنسجة البشرية " (28 أيلول 1999)؛ " التأمين الطبي" (28 أيلول 1999)؛ " الممارسة الطبية الخاصة " (39 كانون الأول 1999)؛ " الوقاية المناعية للأمراض المعدية " (14 أبريل 2000)؛ "مكافحة السل في جمهورية أذربيجان" (2000 أيار 2)؛ "رعاية نفسية " (12 حزيران 2001)؛ "خدمة ومراقبة المخدرات" (29 حزيران 2001)؛ "إضافة اليود إلى الملح للوقاية الجماعية من نقص اليود" (27 كانون الأول 2001)؛ "رعاية الدولة لمرضى السكري" (23 كانون الأول 2003)؛ " تسليم المواد المخدرة والمؤثرات العقلية ومقدارها السلبي" (28 حزيران 2005)؛ "منتجات صيدلانية" (22 كانون الأول 2006)؛ "محاربة المرض الناجم عن فيروس نقص المناعة البشرية" (11 أيار 2010)؛ تعديلات على قانون جمهورية أذربيجان عن حماية صحى سكان" (22 أيلول 2011 - 24 حزيران 2013)؛ "رعاية الدولة لمرض التصلب المتعدد" (7 آذار 2012)؛ "إعفاء الطفل إلزامي" (5 أيار 2013).

## مشاريع الرعاية الصحية
بعد حصوله على الاستقلال، واجه نظام الرعاية الصحية في أذربيجان تحديات بسبب الحرب المستمرة والركود الاقتصادي. بدأت المنظمات الدولية (الوكالة الأمريكية للتنمية الدولية، واليونيسيف، ومنظمة الصحة العالمية، والبنك الدولي) في مساعدة أذربيجان في مجال الرعاية الصحية. مؤسسة حيدر علييف تقوم أيضا بمشاريع لدعم الرعاية الصحية. وتتناول هذه المشاريع مرضى السكري والثلاسيميا وعلاجهم وتنظيم التبرع بالدم وتحسين الحالة الصحية للأمهات وأطفالهن.
تم تنفيذ مشاريع لتطبيق تقنيات المعلومات الحديثة على نظام الرعاية الصحية كبرنامج دولة «أذربيجان الإلكترونية». تم إطلاق نظام «البطاقة الصحية الإلكترونية للمواطنين» في إطار هذا البرنامج.
على الرغم من كل هذه التطورات، لا يزال نظام الرعاية الصحية في أذربيجان يتطلب الاهتمام، وهناك بعض القضايا المهمة التي يجب حلها. لهذا السبب، تم تسليط الضوء على التحديات الرئيسية التي تواجه قطاع الرعاية الصحية في مفهوم التنمية «أذربيجان: رؤية المستقبل» الذي وافق عليه مرسوم رئيس أذربيجان.

### العلاقات الدولية في مجال الرعاية الصحية

#### الوكالة الأمريكية للتنمية الدولية
- مشروع تطوير خدمات الرعاية الصحية الأولية
- مشروع الصحة الإنجابية وطب الأسرة
- الملخص الديموغرافي والصحي في مشروع أذربيجان
- الكفاح ضد الحصبة ومشروع الحصبة الألمانية
- تطوير مشروع الاسعافات الاولية
- مشروع إنقاذ الأطفال[15]

#### اليونيسف
- مشروع إنقاذ الأطفال
- مشروع الصحة الإنجابية وطب الأسرة
- الملخص الديموغرافي والصحي في مشروع أذربيجان
- تعزيز الخدمات الطبية في مناطق أذربيجان
- إحصائيات عن وفيات الأطفال دون سن الخامسة[15]

#### منظمة الصحة العالمية
- مشروع سياسة الصحة العامة
- تحديد رموز فوهة ICD 10 الجديدة
- النضال ضد مشروع التبغ
- مشروع مكافحة مرض السل
- مشروع الملاريا
- مشروع الإيدز[15]

#### البنك الدولي
- إصلاحات في مشروع الابتكار التربوي للرعاية الصحية
- مشروع PHRD للإصلاحات في نظام الصحة العامة[15]

## التأمين الصحي
لم يتم تطبيق قانون التأمين الطبي (1999) على نطاق واسع في البلاد ونادراً ما كان الموظفون يخضعون للتأمين الطبي الإجباري، لذلك تم تنفيذ إجراءات مختلفة لسد الثغرات في التأمين الصحي. كان أحدها إنشاء الوكالة الحكومية للتأمين الصحي الإلزامي التابعة لمجلس وزراء جمهورية أذربيجان بموجب الأمر رقم 2592 المؤرخ 27 كانون الأول 2007 الصادر عن رئيس أذربيجان. تمت الموافقة على تنظيم وهيكل الوكالة من قبل رئيس أذربيجان بموجب المرسوم رقم 765 (15 شباط 2016). لذلك، سيوفر النظام الجديد صندوق التأمين الصحي للمتقاعدين والمواطنين غير العاملين والمتلقين للمزايا الاجتماعية التي تمولها الدولة.
قدمت أذربيجان مشروعًا تجريبيًا للتأمين الصحي الإلزامي وفقًا لمرسوم رئيس أذربيجان (29 تشرين الثاني 2016) بشأن "تدابير ضمان تنفيذ أنشطة المشروع التجريبي للتأمين الصحي الإلزامي في مينجاشيفير ويفلاكس. ومن المخطط أيضًا تطبيق التأمين الصحي الإلزامي في جميع أنحاء البلاد في المستقبل.